# Bad Säckingen
Bad Säckingen là một đô thị thuộc huyện Waldshut trong bang Baden-Württemberg thuộc nước Đức. Đô thị này nổi tiếng với tên "Trumpeteer's City" do cuốn sách "The Trumpeteer of Säckingen", tiểu thuyết nổi tiếng thế kỷ 19 của nhà văn Đức Joseph Victor von Scheffel.
Bad Säckingen tọa lạc về phía nam Đức, gần biên giới Thụy Sĩ bên sông Rhine. Thị xã này nằm ở rìa nam của khu vực rừng Đen.

## Nhân vật địa phương
- Wolfgang Burger
- Thomas Körner
- Joseph Victor von Scheffel, tác giả "Der Trompeter von Säckingen"

## Thị xã kết nghĩa
- Sanary-sur-Mer, Pháp (1973)
- Purkersdorf, Áo (1973)
- Nagai, Nhật Bản (1983)
- Santeramo, Italia (1983)
- Näfels, Thụy Sĩ (1988)